# Mănăstirea Baia de Aramă
Mănăstirea Baia de Aramă, situată în partea de nord-vest a Olteniei, în Podișul Mehedinți, se adăpostește într-o depresiune mică, fiind înconjurată de dealurile Dochiciu, Dealul-Mare și Cornet, comunicând prin șoselele naționale cu Târgu Jiu, Motru, Strehaia, Drobeta Turnu Severin, precum și cu stațiunile Băile Herculane și Bala.
Mănăstirea și-a început activitatea încă din anul 1703, iar biserica mănăstirii păstrează integral pictura originară, executată din pridvor până în altar în tehnica a fresco. Pictura este specifică decorațiunii interioare de sfârșit de secol XVII, începutul secolului XVIII din teritoriul românesc aflat între Carpații Meridionali și Dunăre.
Functionand initial ca mănăstire de calugari, Mănăstirea Baia de Aramă a fost reinstaurată prin decizia Sinodului Metropolitan în 2008, când s-a aprobat reînființarea Mănăstirii Sfinții Voievozi din orașul Baia de Aramă, ca mănăstire de călugărițe, sub jurisdicția Episcopiei Severinului și Strehaiei, și având ca stareță pe monahia Mihaela Păiuș.

## Scurt istoric
Construită la trecerea dintre secolele al XVII-lea și al XVIII-lea, biserica Mănăstirii Baia de Aramă reflectă trăsăturile stilistice ale perioadei anterioare de înflorire cultural-artistică și intensitate a actului ctitoricesc din timpul domniei lui Matei Basarab (1632-1654), înscriindu-se într-un curent artistic în care arhitectura Țării Românești evoluează spre noile direcții și viziuni ale epocii brâncovenești. Influențele acestei zone de întâlnire istorică și creativă se extind și în perioada ce se succedă domniei marelui voievod, când monumentele din Oltenia începutului de secol XVIII păstrează în mare parte caracteristicile stilistice ale secolului anterior, integrându-se astfel organic epocii constructive premergătoare, preluând totodată elemente inovatoare din deschiderea și varietatea decorativă amprentată de stilul brâncovenesc.
Noul ansamblu monahal construit în stil strategic, de apărare, se înscrie într-un curent artistic specific acțiunilor de refacere, extindere și ridicare a unor construcții de arhitectură militară, cu funcție civilă sau a unor edificii cu destinație religioasă ce au și funcție securizantă. Oscilând între tradiție și inovație, arta arhitecturală și picturală din această etapă de ctitorie străbate un moment de răscruce în dezvoltarea fenomenului cultural românesc al Evului Mediu, desprinzându-se de vechile forme consacrate de meșterii veacului anterior și evoluând spre o putere de creație și originalitate specifice epocii brâncovenești, ce dovedește din partea meșterilor autohtoni o stăpânire deplină a metodelor tehnice și artistice și un deosebit simț al echilibrului și proporțiilor care fac posibilă treptat cutezanța inovatoare.

### Amplasarea geografică
Mănăstirea Baia de Aramă este situată în partea de nord-vest a Olteniei, în Podișul Mehedinți. Se adăpostește într-o depresiune mică, fiind înconjurată de dealurile Dochiciu, Dealul-Mare și Cornet, orașul comunicând prin șoselele naționale cu Târgu Jiu, Motru, Strehaia, Drobeta Turnu Severin, precum și cu stațiunile Băile Herculane și Bala. Râul Brebina străbate acest vechi târgușor mehedințean, în zonă existând o mulțime de ruine dacice, semn că regiunea a fost intens locuită de daci. Baia de Aramă este traversată de paralela 45˚. Tot de Baia de Aramă aparțin și localitățile învecinate: Brebina, Titerlești, Bratilovu, Mărășești, Stănești.

### Datarea monumentului
Potrivit tradiției locale, vechiul așezământ monahal (inițial a fost mănăstire de călugări) datează încă din jurul anilor 1400, din vremea Sfântului Nicodim de la Tismana, având o biserică de lemn acoperită cu învelitoare de șiță. Un document din 1672 îl menționează pe egumenul mănăstirii pe nume Evghenie de la Mănăstirea Hilandar din Muntele Athos.
În locul bisericii de lemn se zidește însă actuala construcție abia la sfârșitul secolului al XVII-lea, în timpul egumenului Vasile Arhimandritul de la Hilandar, la îndemnul domnitorului Constantin Brâncoveanu care, între 9 și 12 iunie 1695, fiind în trecere de la Cerneți spre Tismana, încuviințează și sprijină ridicarea unui locaș de cult (domnitorul dăruiește 300 de taleri spre folosul zidirii bisericii).
Adevărații ctitori pot fi considerați Milco Băiașul, vătaful minerilor din localitate, sârb de origine, care îl rugase pe domnitor să se pună piatra de temelie a noii biserici întru pomenirea fiului său, Milco, precum și Marele Ban al Craiovei, Cornea Brăiloiu, rudă a lui Constantin Brâncoveanu, care va sprijini lucrarea în numele domnitorului.
Din cauza incursiunilor turcești, construcția începe mai târziu, la 22 mai 1699 și se termină la 7 mai 1703, când are loc sfințirea bisericii. Zidirea propriu-zisă durează însă numai un an, deoarece zugravul, un anume Ivan, se iscălește în exteriorul tencuit la anul 1700. În jurul acestui an are loc și decorarea picturală a locașului de cult, de către renumitul pictor Neagoe și ieromonahul Partenie din Tismana.
Biserica este zidită din cărămidă și bucăți de zgură de la topitoriile minelor de aramă. Zidul de împrejmuire datează probabil din aceeași vreme cu biserica, fiind original din piatră de munte legată cu mortar de var nestins, amestecat cu pământ.
Dovada istorică a ctitorilor și zugravilor este conțiuntă în pisania zugrăvită cu litere chirilice ce se păstrează pe peretele dinspre apus al naosului: „Cu vrerea Tatălui, a Fiului și cu săvârșirea Duhului Sfântu au făcut această sfântă biserică dumnealui jupânulu Cornea Brăiloiu velu Banu, dimpreună cu dumnealui jupânului Milco Băiașul nepotu de frate lui Poznanu căpitan cu toată cheltuiala dumnealoru și fiind igumenu Vasile arhimandritu în zilele prealuminatului și bunului creștin Domnu Ion Constandinu Basarab Voievod. Începutu-s-au a să zidi această sfântă biserică la mai 22 leat 7027 (1699) și s-au săvârșitu cu toastă podoaba ei la mai 7 leat 7211 (1703). Eu cu mâna-mi păcătoasă am zugrăvit biserica, Neagoe și Parthenie, eromonah din Tismana.”
Mănăstirea și-a început activitatea încă din anul 1703. Funcționând ca schit, așezământul a fost ulterior (înainte de anul 1718) închinat Mănăstirii Hilandar de la Muntele Athos. Aflându-se permanent sub conducerea stareților greci sau sârbi, Mănăstirea Baia de Aramă a fost un centru de interferențe spirituale interculturale, creându-se totodată relații de comuniune cu poporul sârb vecin și astfel având loc un bogat schimb de experiențe culturale și ecleziastice.
Din întregul schit s-au păstrat doar stăreția, devenită după secularizare casa preotului și biserica devenită de mir. Chiliile de zid ce ocupau partea dinspre deal a incintei mănăstirii s-au dărâmat cu timpul. La anul 1890 se locuia încă în ele.
În ședința Sinodului Mitropolitan a Mitropoliei Olteniei din data de 29 ianuarie 2008 s-a aprobat reînființarea Mănăstirii Sfinții Voievozi din orașul Baia de Aramă, ca mănăstire de călugărițe sub jurisdicția Episcopiei Severinului și Strehaiei, și având ca stareță pe monahia Isidora Rusu, urmând a funcționa în cadrul Protoieriei Baia de Aramă. Din anul 2011 a fost aleasă ca stareță a mănăstirii monahia Mihaela Păiuș.

## Arhitectura bisericii
Din punct de vedere arhitectural, biserica corespunde tipului de creație artistică ce urmărește tendințele înnoitoare din epoca mateină prin promovarea valorilor vocabularului decorativ european, concomitent cu păstrarea formelor tradiționale.
Arhitectura simplă a bisericii îmbină stilul epocii lui Matei Basarab, aparținând secolului XVII, caracterizat prin construcția impunătoare, cu turla clopotniței pe pronaos, prin coloane de cărămidă circulară și scara clopotniței pe peretele nordic, cu stilul brâncovenesc din secolul al XVIII-lea, noutatea fiind pridvorul sprijinit pe coloane în arcade, de asemenea și catapeteasma sculptată.
Edificiul se înscrie în categoria bisericilor cu plan de tip trilobat și absidele poligonale la exterior, cu lungimea de 23,40 m și lățimea de 10,80 m, având pridvor, pronaos deasupra căruia se află turnul clopotniței, naos cu două abside semicirculare și alta semicircular la interior.
Sistemul constructiv este alcătuit din pereți portanți din zidărie de cărămidă. Fără sâmburi și centuri din beton armat. Biserica este zidită din cărămizi bine arse de 27*14*3 cm, alternând pe alocuri cu blocuri de zgură de aramă, material tare și economic ce intră în componența multor ziduri din localitate. Rosturile sunt de mortar foarte tare de 5 cm grosime.
Pridvorul este deschis, susținut de zece coloane masive de cărămidă și arce trilobate. Sistemul de boltire este compus dintr-o calotă semisferică care se sprijină pe două arce laterale. Accesul se face pe axul principal al pridvorului și pe partea laterală de sud. Pridvorul este dreptunghiular pe toată lățimea bisericii, având cinci arcade în față, două spre nord și unul spre sud, toate în formă de potcoavă și subîntinse de câte un tirant de stejar. Acestea se sprijină pe zece coloane, inclusiv cele două angajate în zid. Coloanele sunt așezate pe un soclu masiv întrerupt la intrarea din față și spre sud.
Pronaosul de plan dreptunghiular este acoperit cu o calotă semisferică de cărămidă, susținută de două arce laterale, sprijinite pe console. Arcurile late est-vest nu se prelungesc pe un singur plan până în pereții nord și sud, ci sunt întărite numai în partea dinspre calotă pe o lățime de 60 cm, partea lor laterală fiind la un nivel mai ridicat.
Deasupra pronaosului se deschide clopotnița pătrată, având câte două firide pe fiecare latură, în arcade cu semicercuri subîntinse fiecare de câte un tirant de gorun. Ușa de acces la scara clopotniței se află în colțul dinspre nord-vest. Scara este amenajată în peretele nordic anume mai gros prevăzut. Între naos și pronaos se află un zid plin cu o deschidere boltită la mijloc.
Naosul prezintă două abside laterale semicirculare, boltirea fiind de asemenea realizată din calote semisferice. Naosul are o calotă foarte aplatizată pe patru arcuri susținute pe patru stâlpi care formează un pătrat în partea centrală.
Altarul este de formă semicirculară, boltit cu o semicalotă. Tot aici găsim proscomidiarul săpat în masivul de zidărie. Spațiul diaconiconului este sugerat de o simplă nișă. Despărțirea altarului de naos se face printr-o catapeteasmă de lemn. Catapeteasma este sculptată în lemn de tei, în stil brâncovenesc, fiind pe jumătate înlocuită datorită acțiunii din zonă și a atacului xilofag.
Pardoseala în întreaga biserică este executată din lemn. Nivelul de călcare al altarului este mai înalt decât în tot restul bisericii. Soclul este din cărămidă și bucăți de zgură de la topitoriile minelor de aramă. Ferestrele sunt înguste, fără încadramente de piatră. Nu au suferit în trecut modificări.
Decorația fațadelor este simplă, realizată printr-o tencuială din var și nisip. În zona superioară, sub cornișă se găsește un brâu simplu, de cărămizi dispuse în zimți de fierăstrău.
Acoperișul este de tip șarpantă din lemn, cu învelitoare de tablă. Sub streașină se descriu trei rânduri de cornișă, cărămidă dinți de fierăstrău.

## Pictura murală
Decorația interioară foarte frumoasă întregește valoarea întregului monument. Pictura originară este executată din pridvor până în altar în tehnica a fresco, păstrându-se integral. Pictura este specifică decorațiunii interioare de sfârșit de secol XVII, începutul secolului XIX din teritoriul românesc aflat între Carpații Meridionali și Dunăre, când o serie de edificii cu destinație religioasă poartă în realizarea plastică amprenta tehnicilor respectivei perioade realizate de renumiți pictori regionali, cum sunt și Neagoe și ieromonahul Partenie de la Mănăstirea Tismana, care dovedesc o pricepere deosebită în modul de folosire a suprafețelor și de organizare a decorului pictat.
Arta portretistică este pusă în evidență de chipurile sfinților sârbi: Sfinții Cuvioși athoniți Simeon și Sava (1200; 1235), tată și fiu, foști domnitori ai Serbiei, Ștefan Dușan (1308-1355), Sfinții Mucenici Chiric (în vârstă de 3 ani) și mama sa Iulita, pictați la cererea arhimandritului Vasile și a lui Milco. Subiecte ca Sfântul Sava și Simeon, Sfântul Nicodim, pruncul culcat pe disc sunt inspirate din pictura catoliconului Mănăstirii Hilandar, relevând și influențe externe asupra canonului pictural tradițional specific fondului artistic românesc ce se cristalizase până în acea perioadă. Astfel, portretul marelui domnitor sârb Ștefan Dușan (1331-1355) ce se află în pronaos, asemănător cu cel de la Hilandar, pare a fi singurul din țară. Prin modul artistic de realizare a portretului este exprimată toată venerația ctitorului Milco Băiașul și a primului egumen Vasile Arhimandrit pentru eroul național al țării lor de origine. Specifice stilului brâncovenesc sunt și tablourile votive.

## Odoarele Mănăstirii
De la Mănăstirea Hilandar se mai păstrează câteva obiecte de patrimoniu, primite în dar: o cădelniță suflată în argint în filigran, un potir inscipționat, un relicvar ornamentat după stilul vienez conținând oseminte poate din osuarul mănăstirii, o candelă de la 1856, câteva file dintr-o evanghelie în limba greacă, iar la Muzeul Mitropoliei Olteniei se află o cruce din lemn ferecată în argint.

## Restaurare
Consolidarea structurii de zidărie se impune ca primă măsură generală de conservare a acestei mănăstiri – monument istoric, precum și protejarea și restaurarea picturilor murale în interiorul bisericii mănăstirii. După două veacuri de înstrăinare și de absență aproape totală a vieții monahale, maicile de la Mănăstirea Baia de Aramă se străduiesc să ridice prestigiul ei sub raport duhovnicesc, artistic, gospodăresc, încât să se prezinte ca un așezământ monahal cu o viață duhovnicească aleasă, dar și cu un valoros monument de artă medievală, care sa atragă mulțimi de credincioși și turiști din țară și de peste hotare.